# Charles Howard (1er comte de Nottingham)
Pour les articles homonymes, voir Charles Howard et Howard.
Charles Howard (1536 – 14 décembre 1624), 1er comte de Nottingham, est un magistrat et un amiral anglais. Il est responsable de la marine d'Angleterre au moment de l'Invincible Armada (1588) et prépare la riposte anglaise sur le port de Cadix (1596). Il joue un rôle considérable lors des procès de Marie Ire d'Écosse et de Robert Devereux.

## Biographie
Fils de William Howard d'Effingham (vers 1510 - 1573) et de Margaret Gamage il est l'un des cousins d’Anne Boleyn. Il épouse en juin 1563 Catherine Carey, fille aînée d’Henry Carey, 1er baron Hunsdon, plus tard Lord Chamberlain. Il succède à son père en tant que 22e baron Howard d'Effingham en 1573 et est créé 1er comte de Nottingham le 22 octobre 1596.
Charles Howard sert d'abord dans la marine sous les ordres de son père, puis occupe plusieurs fonctions importantes sous le règne d’Élisabeth Ire : ambassadeur à la cour de France en 1559, député du Surrey au Parlement d'Angleterre en 1562, General of the Horse en 1569. À ce dernier poste, il réprime une insurrection catholique dans le nord de l'Angleterre. Il commande l'escadre qui emmène la reine Elisabeth en visite à la cour d'Espagne en 1570. Nommé procureur (commissioner) au début du procès de Marie Ire d'Écosse en 1586, il est favorable à son exécution.
Il est fait chevalier de la couronne en 1572 et reprend le titre de Lord Howard of Effingham à la mort de son père en  1573. De 1576 à 1603 il subventionne une troupe de théâtre, Nottingham's Men, qu'on appela par la suite the Admiral's Men.
Effingham est nommé Lord high admiral en 1585. En 1587, il est appelé comme commandant-en-chef de la flotte anglaise contre l'armada espagnole bien qu'il ne prenne pas directement part aux combats. La stratégie favorite d'Effingham est de harceler la flotte espagnole plutôt que de les attaquer directement. Bien que controversée, cette stratégie réussira parfaitement. 
En 1596, quand une invasion espagnole devient imminente, Effingham est de nouveau nommé pour défendre l'Angleterre. Avec Robert Devereux, le 2e comte d'Essex, il mène une attaque contre la base espagnole de Cadix le 20 juin.
Effingham est élevé au rang de comte de Nottingham en 1596, puis nommé Lieutenant général d'Angleterre. Lors de la révolte du comte d'Essex en 1601, Effingham conduit l'armée royale et défait les rebelles. À nouveau, il est nommé procureur au procès qui s'ensuit.
Effingham était présent au chevet de la reine Élisabeth lorsqu'elle mourut en 1603. Par la suite, il conserva la confiance de son successeur, Jacques Ier. C'est d'ailleurs dans l'hôtel particulier d'Effingham que Jacques fut proclamé roi d'Angleterre. Effingham fut membre de la commission de réunion des couronnes d'Angleterre et d’Écosse puis de nouveau procureur au procès de la Conspiration des poudres en 1605.

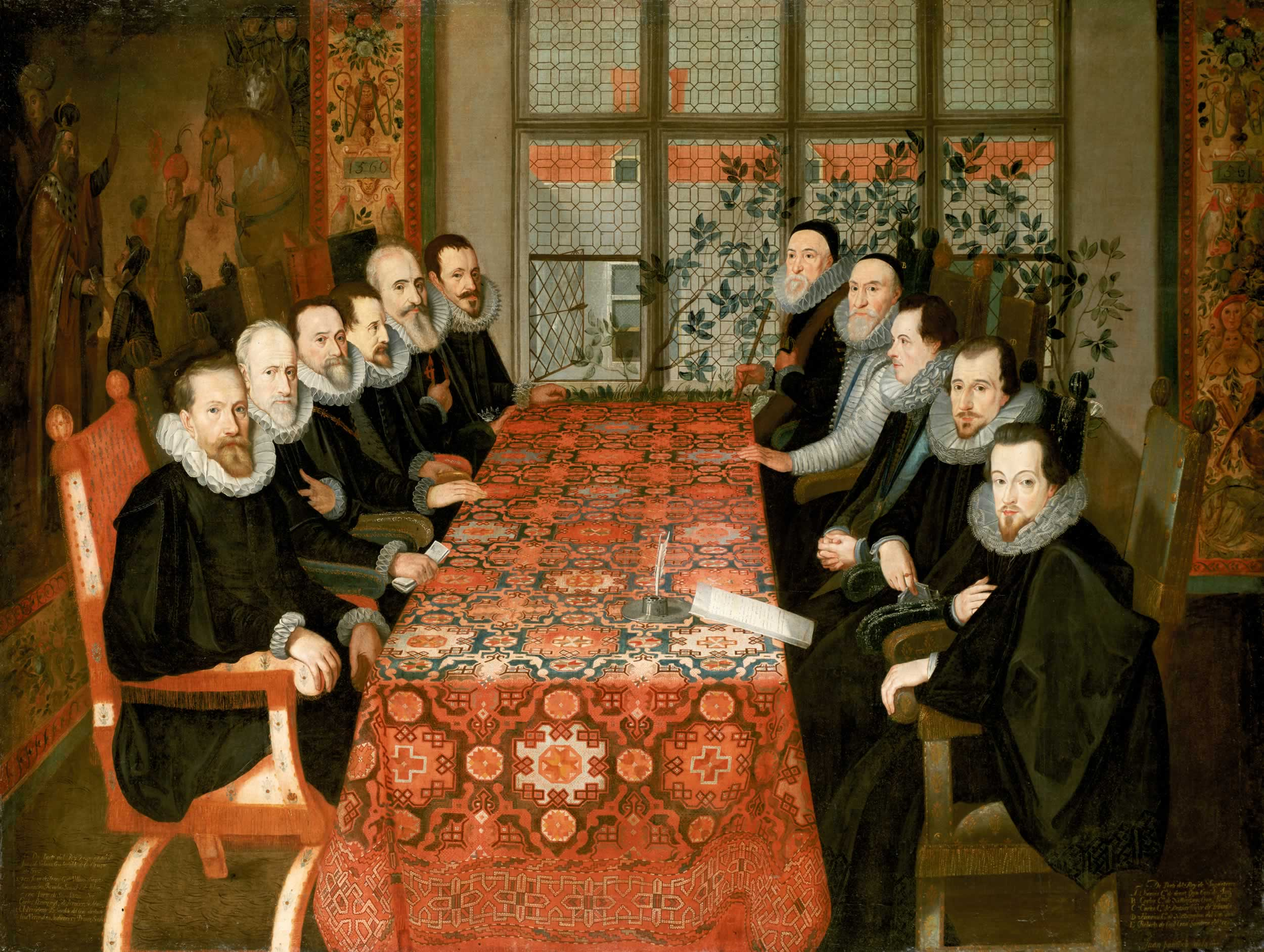
Les pourparlers de Somerset House avec les représentants espagnols (19 août 1604) : John Howard est au deuxième rang à droite en partant du fond.

## Descendance
De son premier mariage avec Catherine Carey, il a cinq enfants :
- Frances Howard ;
- William Howard (27 décembre 1577 - 28 novembre 1615) ;
- Charles Howard (17 septembre 1579 - 3 octobre 1642), 2e comte de Nottingham ;
- Margaret Howard ;
- Elizabeth Howard, dame d'honneur de la reine Élisabeth.

De son second mariage avec Margaret Stuart, la fille de James Stuart et d'Élisabeth Stuart, 2e comtesse de Moray, il eut deux enfants :
- Charles Howard (1610–1681), 3e comte de Nottingham ;
- Anne Howard (née vers 1612).

## Dans la culture populaire
Le réalisateur indien Shekhar Kapur en a fait un personnage de son film Elizabeth : L'Âge d'or (2007), où il est interprété par l'acteur britannique John Shrapnel.